# PWP1
PWP1‏ (PWP1 homolog, endonuclein) هوَ بروتين يُشَفر بواسطة جين PWP1 في الإنسان.